# Stazione di Sengakuji
La stazione di Sengakuji (泉岳寺駅?, Sengakuji-eki) è una stazione ferroviaria e metropolitana di Tokyo. Si trova nel quartiere di Minato. La stazione è servita dalla linea Asakusa della metropolitana di Tokyo ed è capolinea della linea Keikyū principale.

## Linee

### Treni
- Ferrovie Keikyū
  - Linea Keikyū principale

### Metropolitana
- Toei
  - Linea Asakusa

## Binari
| 1 | ■ Linea Keikyū principale | per Shinagawa, Yokohama, Aeroporto Haneda (Terminal internazionale, Terminal domestico), Misakiguchi |
| 2 | Linea Asakusa             | per Nishi-Magome                                                                                     |
| 3 | Linea Asakusa             | per Nihombashi, Oshiage, Aeroporto Narita (treni provenienti da Nishi-Magome)                        |
| 4 | Linea Asakusa             | per Nihombashi, Oshiage, Aeroporto Narita (trains provenienti dalla linea Keikyu)                    |